# Glas upokojencev
Glas upokojencev je slovenska politična stranka, ustanovljena 20. januarja 2024. Predsednik je Pavel Rupar. Stranka je bila ustvarjena leto po tem, ko so nekateri posamezniki predstavili in ustanovili istoimensko iniciativo Glas upokojencev Slovenije ter Inštitut 1. oktober, ki opozarjata na prenizke pokojnine mnogih slovenskih upokojencev.
Iniciativa je v letu 2023 organizirala devet, v letu 2024 pa štiri vseslovenske proteste upokojencev.

## Zgodovina

### Začetki
Iniciativo Glas upokojencev je ustanovil nekdanji poslanec SDS in nekdanji župan Tržiča .
Zaradi po njihovem mnenju vedno hujšega življenja slovenskih upokojencev zaradi draginje in slabega dostopa do zdravstva so v sredini januarja 2023 prvič nagovorili javnost in predstavili svoje namere. Predstavili so prvi veliki shod, ki se je odvil 1. februarja 2023. Aprila istega leta je Rupar potrdil, da v Društvu 1. oktober razmišljajo o ustanovitvi stranke upokojencev. Društvo je sicer začelo zbirati podpise za svoj predlog zakona, ki bi zvišal pokojnine.
12. junija sta Glas upokojencev in Inštitut 1. oktober v zakonodajni postopek vložila predlog zakona za izredno zvišanje pokojnin. V predlogu je zapisano, da bi pokojnine, ki ne presegajo 1000 evrov, zvišali za 20 odstotkov, do 1500 evrov bi bile višje za 10 odstotkov, tiste nad 1500 evrov pa za 5 odstotkov. Skupno so zbrali 10.278 podpisov.
Konec junija 2023 je skupina približno 60 upokojencev, ki jih je vodil Rupar, obiskala Bruselj. Tam so na manjšem shodu z nagovorom Ruparja med drugim opozorili na »nepravično obravnavo slovenske oblasti do določenih civilnih združenj« ter na »diskreditacijo protestnih shodov v Sloveniji«. Sprejela sta jih evroposlanca Milan Zver in Romana Tomc.
Rupar je na tiskovni konferenci konec septembra 2023, da je nova stranka Glas upokojencev v procesu nastajanja. Jeseni so tako ustanavljali občinske odbore po vsej Sloveniji.

### Ustanovitev in kasnejše dogajanje
Novembra 2023 je Rupar razkril, da bo ustanovni kongres nove stranke Glas upokojencev potekal v Ljubljani, dne 20. januarja 2024. Na spletu so objavili statut in program stranke.
Za ustanovitev so zbrali preko 400 overjenih obrazcev podpore. Na ustanovnem kongresu so potrdili program in statut ter izvolili organe stranke. Kulturni program kongresa je povezoval dramski igralec Pavle Ravnohrib.
Pavel Rupar je v govoru na kongresu napovedal udeležbo na volitvah v Evropski parlament 2024 ter na naslednjih državnozborskih volitvah. Stranka se sicer evropskih volitev kasneje ni udeležila s svojo listo, ampak je podprla kandidatko SDS.
Jeseni 2024 so se v stranki pojavili notranji konflikti, ko je predsednik  Rupar od podpredsednika Igorja Černoge zahteval pojasnila o sumih kraje strankarskega denarja. Rupar je trditve zavrnil in domnevno v nasprotju s statutom izključil Černogo ter člana nadzornega odbora Suada Muslimoviča.

## Protestni shodi
Iniciativa Glas upokojencev je organizirala devet velikih shodov v letu 2023, z več tisoč glavo udeležbo. S shodi nadaljuje tudi v 2024, doslej so se zvrstili štirje. Protesti potekajo enkrat mesečno na Trgu republike ter pred stavbo RTV Slovenija.
V sredo, 1. februarja odvil prvi shod z udeležbo več tisoč ljudi. Zveza društev upokojencev se je medtem od zborovanja distancirala, zahteve iniciative pa so označili za naivne in populistične.
Svoje aktivnosti so nadaljevali in organizirali drugi veliki shod upokojencev, v sredo, 1. marca. Po besedah organizatorjev se je na Trgu republike zbralo več kot 25 tisoč ljudi, ki so zahtevali takojšen dvig pokojnin. Po uspešno izvedenih dveh protestnih shodih je bil registriran Inštitut 1. oktober, ki je poimenovan po Svetovnem dnevu starejših.
Naslednji, tretji shod po vrsti pa je odvil v petek, 31. marca. Ta se je razširil na vseslovenski protivladni protest, na katerem so premierja Roberta Goloba pozvali k čimprejšnjemu odstopu. Po Ruparjevih ocenah je bilo zbranih več kot 40 tisoč ljudi, tokrat so se ti odpravili tudi na ulice ter delno blokirali promet na nekaterih ljubljanskih cestah.
Četrti shod je potekal v sredo, 3. maja. Upokojenci so se ustavili pred predsedniško palačo in zapeli podoknico predsednici države Nataši Pirc Musar; pot so nadaljevali pred sedež Vlade in zapeli podoknico še premierju Robertu Golobu.
Zadnji shod pred poletjem se je odvil v sredo, 31. maja, bil pa že peti po vrsti. Tokrat se je del protestnikov zbral pred stavbo RTV Slovenija. Po poročanju tega medija naj bi bili nekateri udeleženci protesta do zaposlenih nasilni in žaljivi.
Sedmi shod se je odvil v sredo, 6. septembra 2023. Tokrat je zbrane med drugim nagovorila tudi Tina Bregant, nekdanja sekretarka na Ministrstvu za zdravje, sicer kandidatka za poslanko in kasneje ljubljansko županjo pri SLS. Na shodu so zbirali sredstva za nakup pralnih strojev za prizadete v avgustovskih poplavah.
Osmi shod je potekal v sredo, 18. oktobra. Tokrat je potekal drugače, protestniki so se sprehodili tudi mimo sedeža vlade in se nekaj časa zadržali tam z vzkliki in pozivi premierju Golobu k odstopu. Nato so se vrnili na Trg republike in tam med drugim glasovali o ustanovitvi upokojenske stranke. Večina je z dvigom rok novo stranko podprla.
Deveti shod je potekal 1. decembra 2023. Najprej so zbrani odšli na pohod po ulicah in se ustavili tudi pred sedežem vlade, kjer so z vzkliki in transparenti zahtevali njen odhod. Nato so se vrnili na Trg republike, kjer je bila osrednja govornica tokrat zdravnica Tina Bregant.
Deseti shod se je odvil 16. februarja 2024. Na Trgu republike je Rupar opozoril na predlog zakona o izrednem zvišanju pokojnin, ki ga je v DZ s podpisi volivcev vložila civilna iniciativa Glas upokojencev.
Enajsti shod je nato potekal 25. aprila, na njem pa so napovedali, da stranka Glas upokojencev na evropskih volitvah 2024 podpira Zalo Tomašič z liste SDS. Organizatorji so zbrane pozvali, naj se v čim večjem številu udeležijo junijskih evropskih volitev in k temu spodbudijo tudi svoje otroke.
Na dvanajstem shodu dne 31. maja 2024 so vnovič izrekli podporo Zali Tomašič, ki je imela zopet nagovor, prav tako so pozvali udeležence protesta, naj na referendumu o prostovoljnem končanju življenja glasujejo proti.
Trinajsti shod je potekal na mednarodni dan starejših, 1. oktobra 2024. Začel se je pred stavbo RTV Slovenija in se po sprehodu čez ulice nadaljeval na Trgu republike, kjer sta imela poleg Ruparja nagovor voditelj in politični analitik Aljuš Pertinač ter zdravnik Federico Potočnik. Rupar je bil v govoru kritičen do slovenskega zdravstvenega sistema in vlado obtožil, da ima do zdravnikov zaničevalen odnos.